# Егер
Егер (на унгарски: Eger) е град в Северна Унгария, административен център на област Хевеш. Егер е с население от 53 436 жители (по приблизителна оценка за януари 2018 г.) и площ от 92,20 км². Пощенският код му е 3300, а телефонният 36.

## История
През 1596 – 1687 година Егер е център на Егерския еялет на Османската империя.

## Икономика
Градът е известен като винарски район на Унгария. Тук виреят едни от най-хубавите унгарски сортове грозде, а под самите лозя са издълбани чудесни изби.

## Култура
Един от популярните филми на унгарското кино „Звездите на Егер“ (на унгарски: „Egri Csillagok“) е сниман два пъти тук. През 1925 и 1968 г. Филмът е исторически епос за отбраната на града от турските нашествия, като голяма част от сцените на филма от 1968 г. са заснети в България. За основа на сценария служи популярния роман със същото заглавие на писателя Гейза Гардони. Романът печели първо място в унгарската версия на класацията „Голямото четене“.

## Побратимени градове
- Чебоксари (Русия)
- Еслинген (Германия)
- Макон (Франция)
- Памуккале (Турция)
- Пори (Финландия)